# ロイ・ジェンキンス
ヒルヘッドのジェンキンス男爵ロイ・ハリス・ジェンキンス（Roy Harris Jenkins, Baron Jenkins of Hillhead OM PC, 1920年11月11日 - 2003年1月5日）は、イギリスの政治家。労働党選出の庶民院議員で1960年代から1970年代にかけて閣僚を務めた後、1977年から1981年には欧州委員会委員長となった。
1981年にはギャング・オブ・フォーと呼ばれた自らを含む4人で社会民主党を結成した。またジェンキンスは文筆家としても、特に伝記の著者としての優れた才能を持っていた。

## 生涯

### 若年期
ジェンキンスはウェールズ南東部モンマスシャーのアベルシーハンで、鉱山労働者組合職員だったアーサー・ジェンキンスの息子として生まれた。アーサーは1926年のゼネラル・ストライキでの暴動に加担した嫌疑が向けられ、無実であるにもかかわらず投獄され、のちに庶民院議員クレメント・アトリーの政務秘書官を務め、1945年の労働党政権では短期ながらも閣僚となった。母ハティ・ハリスは鉄工所の支配人の娘であった。ジェンキンスは Abersychan Comprehensive School 、カーディフ大学、オックスフォード大学ベリオール・カレッジで学び、またオックスフォードではオックスフォード・ユニオン会長選挙で2度破れたものの、公共哲学・政治経済学において最上級 (First Class Honours) の成績を修めた。また大学時代の同期にはアンソニー・クロスランド、デニス・ヒーリー、エドワード・ヒースがおり、ヒーリーとはそれまでとくに近いわけではなかったが、親しい関係を築いていった。第二次世界大戦中は王立砲兵部隊に従軍し、ブレッチリーパークでは大尉の階級が与えられた。ジェンキンスは大戦末期の1945年1月20日にジェニファー・モリスと結婚している。

### 庶民院議員・閣僚
1945年の総選挙ではウェスト・ミッドランズ州のソリハル選挙区から立候補して落選したが、1948年のグレーター・ロンドンのサザク・セントラル選挙区での庶民院議員補欠選挙で当選し、当時の庶民院議員としては最年少議員 (Baby of the House) となった。その後サザク・セントラル選挙区は1950年の総選挙のさいに選挙区画の変更で廃止され、新設されたバーミンガム・ステッチフォード選挙区から立候補し、1977年までその議席を確保した。
ジェンキンスは1959年に猥褻物出版規制を緩和する法律の主要な提案者となり、この法律では刑事訴追を受けるか、あるいは保護されるべき文学上の表現であるかという根拠として「秩序を乱し破壊したと認められる」という基準を定めている。ヒーリーやクロスランドと同じく、当時労働党党首のヒュー・ゲイツケルとも親しく、また共同提案者にとってゲイツケルの死やその後を受けてハロルド・ウィルソンが党首となったことは追い風になった。
1964年の総選挙で発足したウィルソン政権において航空担当国務大臣を務めた後、1965年12月22日から1967年11月まで内務大臣を務め、45歳の閣内相は最年少であった。内務大臣在任中にジェンキンスは労働党政権が1960年代に推し進めた各分野での大幅な改革を担当しており、たとえば離婚に関する法令の緩和や劇場での検閲の廃止、デイヴィッド・スティールの妊娠中絶の合法化に関する議員立法やレオ・アブジの同性愛差別に関する議員立法について政府として支持した。ウィルソンはピューリタンであるということからこれらの法案について余り前向きではなかったため、ジェンキンスが世論の批判に対処し、この中で寛容な社会こそが現実において文明化された社会であると主張した。
1967年11月にポンド切り下げを実施したジェームズ・キャラハンの後任として1967年から1970年まで財務大臣を務め、増税や歳出削減には躊躇したものの、就任直後には屈強な財務大臣との評価を受けた。ところが1970年の総選挙では、投票の数日前に発表された月間の貿易統計指数の悪化とジェンキンスの投票日直前の財務的に中立型の予算に関する発言の結果、労働党は敗北を喫した。
ジェンキンスは1970年7月に労働党の副党首に選出されるが、1972年にイギリスの欧州諸共同体加盟の是非を問う国民投票に党が支持に回ったことを受けて辞任した。ジェンキンスの党内での立場は、前年にヒース保守党政権のイギリスの欧州諸共同体加盟に関する動きに関して自らのほかに69人の労働党議員を賛成にまわしたことで批判に晒されていたのである。これによりかつて支持者であったロイ・ハタズリーがジェンキンスから距離を置くようになった。ジェンキンスの派手な生き方、かつてウィルソンはジェンキンスについて「社会党員にしては社交的」と評しているが、このために労働党とジェンキンスの間に溝ができてしまったといえる。
労働党が政権を奪回するとジェンキンスは1974年から1976年にかけて再び内務大臣に任命された。この間、ジェンキンスは議論となっていた北アイルランドのテロ防止法を推進し、その中で被疑者の身柄拘束期間の延長や入国拒否命令の権限を定めるなどして、かつての自身の自由主義的な姿勢を弱めた。

### 欧州委員会委員長
ジェンキンスは1976年の労働党党首選挙に立候補したが、6人の候補者中、キャラハンとマイケル・フットに次ぐ第3位に終わった。ジェンキンスはこのとき外務大臣の職を求めていたとされている (Rosen (2001) pp.318) が、実際にはフランソワ＝グザヴィエ・オルトリの後任となる欧州委員会委員長の指名を受けた。ジェンキンス委員会の主な成果として、1977年からの共同体の経済通貨統合であり、1979年には欧州通貨制度が始動し、単一通貨ユーロの前身となった。ジェンキンスは1981年までその職にあり、ブリュッセルからイギリスの政治の変化を見つめていた。

### 社会民主党
1979年11月22日、ジェンキンスは毎年の政治や経済に影響した人物が講演する英国国営放送の番組「ディンブルビーレクチャー」に登場し、"Home Thoughts from Abroad" と題して講演を行い、その中でイギリスがその長らく続く低迷している理由を適応能力の欠如と二大政党制に問題があるとし、それらについて詳細に述べた。さらに重要なものとしてジェンキンスは「革新的中道路線」を掲げ、新たな政治団体の結成を提唱した。いわゆるギャング・オブ・フォーのひとりとして、ジェンキンスは1981年1月にデイヴィッド・オーウェン、ビル・ロジャーズ、シャーリー・ウィリアムズとともに社会民主党 (SDP) を結党した。
ジェンキンスは1981年のチェシャー州のウォリントン選挙区での補欠選挙で庶民院議員に復帰することを試み、労働党候補に僅差で敗れたものの、その翌年である1982年に保守党が持っていたグラスゴー・ヒルヘッド選挙区での補欠選挙で勝利した。
1983年の選挙運動中、SDP・自由党連合において首相候補とされていたジェンキンスの扱いについて疑問が投げかけられた。ジェンキンスの選挙運動のスタイルが非効率的であるとされ、自由党党首のデイヴィッド・スティールが選挙民により近い考え方を持つとされた。
ジェンキンスは1982年3月から1983年の総選挙後まで SDP を率いてきたが、その後任のオーウェンはジェンキンスと対立し、ジェンキンスはオーウェンが右傾化してサッチャー政権の政策を受け入れ、支持したことに失望した。内心ではジェンキンスはケインズ経済学を支持していたのである。ジェンキンスはその後1987年の総選挙で労働党のジョージ・ギャロウェイに敗れて議席を失っている。

### 貴族院議員
1987年以降ジェンキンスはウェント州ポンティプールの一代貴族となり、ジェンキンス・オブ・ヒルヘッド男爵の称号を授けられて貴族院議員として政界にとどまった。また1987年にはオックスフォード大学の総長に選出されている。1993年、メリット勲章を受章。1997年までは貴族院で自由民主党を率いていたが、その12月に政府任命の投票制度に関する独立委員会の委員長に指名されている。この委員会はジェンキンス委員会といわれ、イギリスの順位指定投票制を検討した。ジェンキンス委員会は1998年10月にイギリス独自の比例代表制を混合させた新たな制度である "Alternative Vote top-up" を支持する旨を答申したが、この勧告について何の行動もとられることはなく、2003年1月5日午前9時、ジェンキンスは心臓発作で世を去った。ジェンキンスは2000年11月に心臓手術を受けており、80回目の誕生祝いは2001年3月7日に延期されていた。
ジェンキンスは19の著書を残しており、その中のウィリアム・グラッドストンの伝記（1995年）は同年のウィットブレッド賞の伝記部門賞を受賞しており、また2001年のウィンストン・チャーチルの伝記は非常に高い評価を受けている。ジェンキンスの伝記を著したアンドリュー・アドニスは、チャーチルの伝記を最後まで書き終えていたらジェンキンスは心臓手術に耐えられなかったかもしれないとしている。またその死の直前にはジョン・F・ケネディの伝記に着手しようとしていた。